# Svetlana Kliuká
Svetlana Kliuká (Belogorsk, Rusia, 27 de diciembre de 1978) es una atleta rusa especializada en la prueba de 800 m, en la que ha logrado ser subcampeona europea en 2006.

## Carrera deportiva
En el Campeonato Europeo de Atletismo de 2006 ganó la medalla de plata en los relevos 800 m, con un tiempo de 1:57.48 segundos, llegando a meta tras su compatriota Olga Kotliarova y por delante de la británica Rebecca Lyne (bronce).